# Lubeník
Lubeník (ungarisch Lubény – bis 1907 Lubenyik) ist eine Gemeinde östlich der Mitte der Slowakei, mit 1254 Einwohnern (Stand 31. Dezember 2024). Administrativ gehört sie zum Okres Revúca, der im Bezirk Banskobystrický kraj liegt.

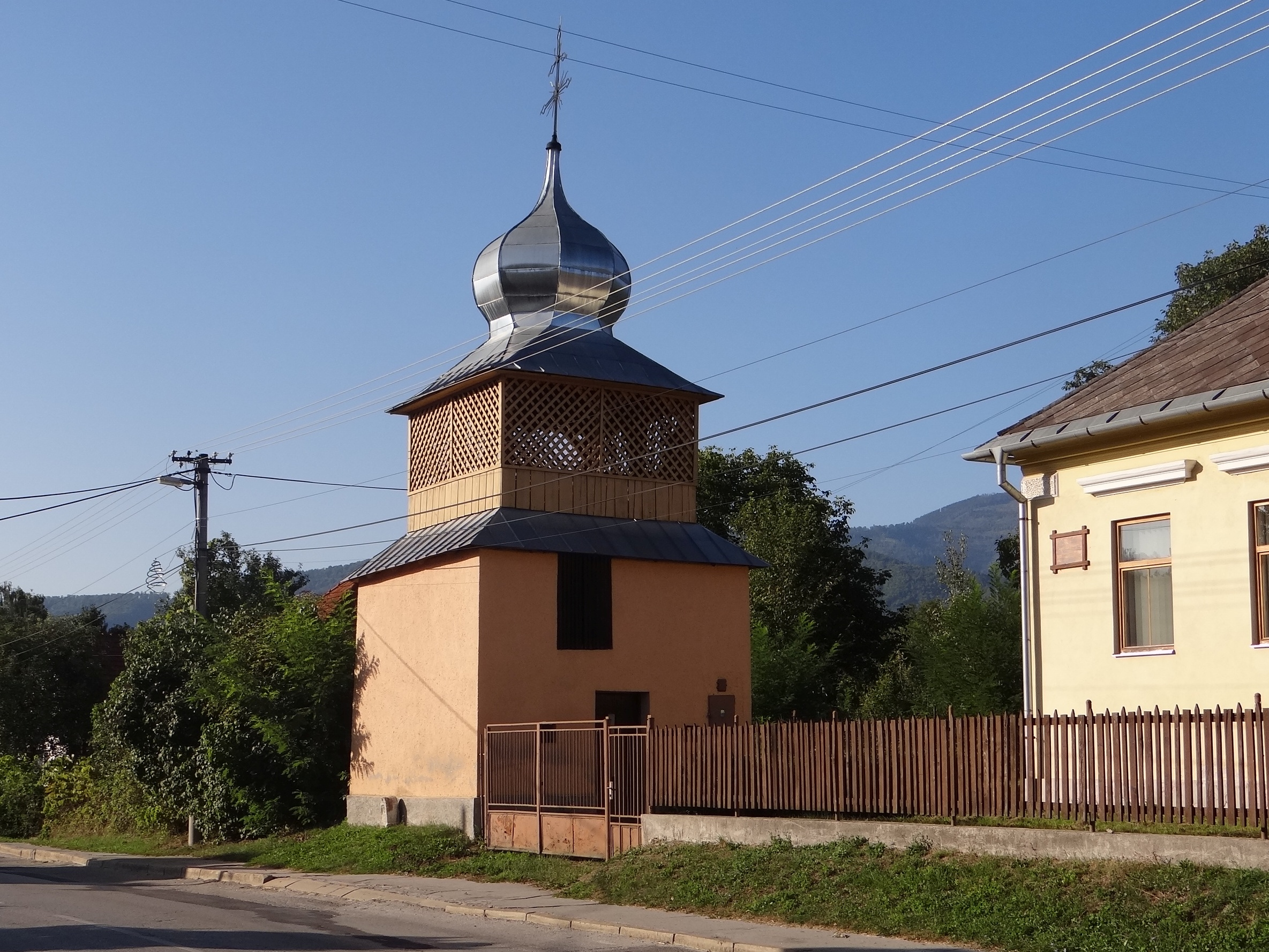

## Geographie
Die Gemeinde liegt inmitten des Slowakischen Erzgebirges, genauer im Teilgebirge Revúcka vrchovina. Der Ort erstreckt sich im Tal des Flusses Muráň, der hier von Nordwesten nach Südosten fließt. Bis heute kann man in den umliegenden Bergen Magnesitvorkommen finden. Lubeník liegt an der Landesstraße 532 zwischen Jelšava (6 km) und Revúca (9 km).
Obwohl der Ort offiziell keine Gemeindeteile hat, existieren folgende Gemarkungen: Chyžnian Voda, Kolónia, Majer und Marvan.

## Geschichte
Der Ort wurde zum ersten Mal 1427 als Lwbnyk schriftlich erwähnt und schon zu dieser Zeit befanden sich im Ort einige Hütten und Hammerwerke. Einen echten Aufschwung erlebte der Eisenhandel erst im 19. Jahrhundert. Anfang des 20. Jahrhunderts wurden ein Magnesitbruch sowie ein Ofen eröffnet. 1956–1970 errichtete man ein großes Magnesitwerk, das bis heute existiert und unter der Bezeichnung Slovmag firmiert.

## Bevölkerung
| Jahr                | 1994 | 2004    | 2014   | 2024    |
| ------------------- | ---- | ------- | ------ | ------- |
| Anzahl der Personen | 1244 | 1280    | 1312   | 1254    |
| Unterschied         |      | +2,89 % | +2,5 % | −4,42 % |

| Jahr                | 2023 | 2024    |
| ------------------- | ---- | ------- |
| Anzahl der Personen | 1265 | 1254    |
| Unterschied         |      | −0,86 % |